# Teoría del valor como costo de producción

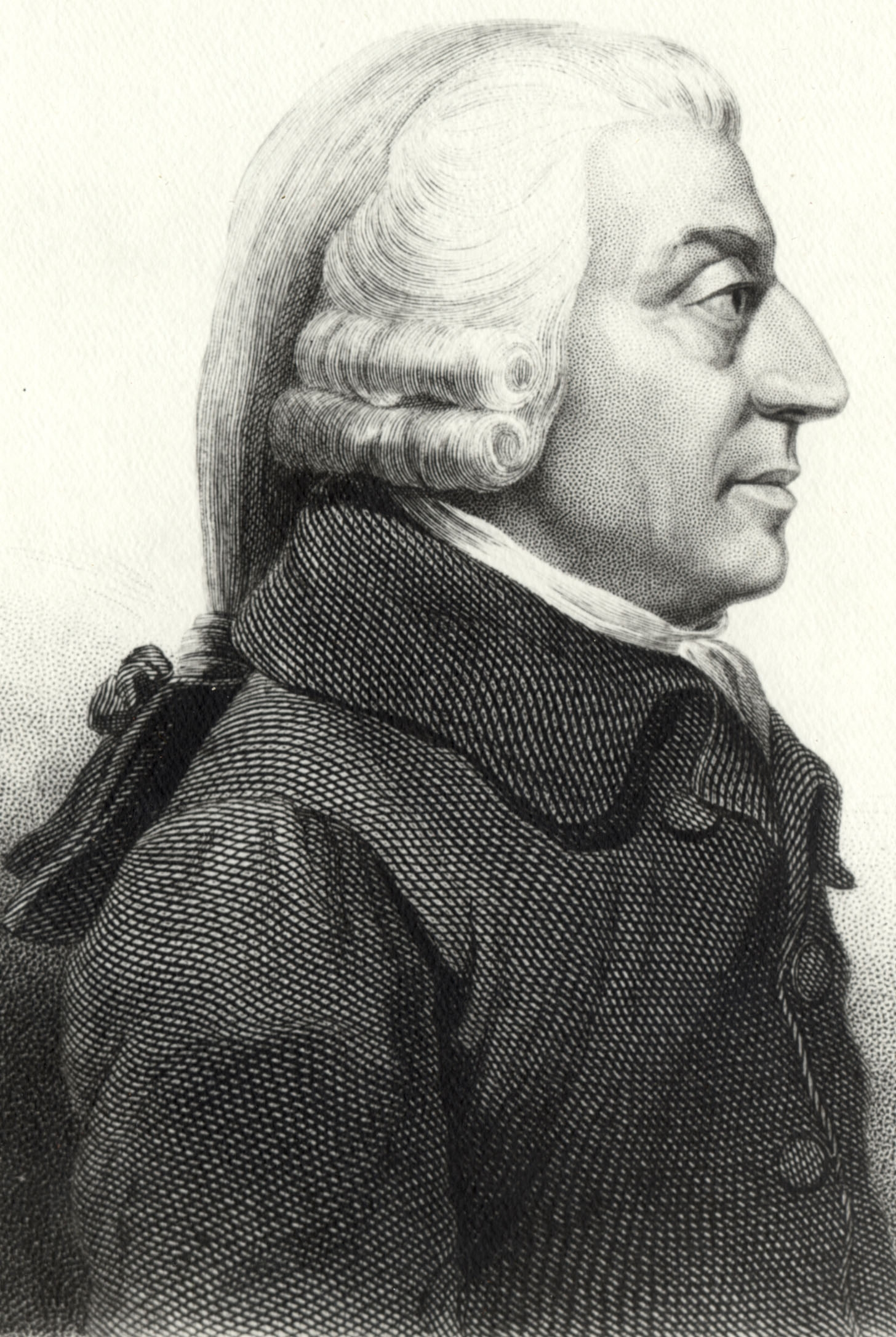
Copia de un retrato de Adam Smith. El original de Smith fue creada en 1787 por James Tassie en forma de medallón de pasta de esmalte

La Teoría del valor como costo de producción o "suma de costos de producción" es la teoría de Adam Smith, esta teoría se desarrolla en La riqueza de las naciones, según la cual, el valor de cambio de un bien depende del gasto invertido en el mismo, tanto en la remuneración del trabajo como de las ganancias (representadas por la tasa de ganancia multiplicada por el capital invertido).
Piero Sraffa, en su introducción al primer volumen de las "Obras completas de David Ricardo", se refirió a la teoría de la "sumisión" de Smith. Smith contrastó los precios naturales con el precio de mercado. Smith teorizó que los precios de mercado tenderían hacia los precios naturales, donde los productos se situarían en lo que él caracterizó como el "nivel de demanda efectiva". En este nivel, los precios naturales de Smith de las mercancías son la suma de las tasas naturales de salarios, ganancias y rentas que deben pagarse por los insumos en la producción. (Smith es ambiguo acerca de si el alquiler es determinante del precio o determinado por el precio. Este último punto de vista es el consenso de los economistas clásicos posteriores, con la teoría de la renta de Ricardo-Malthus-West).
Smith osciló entre la aceptación de esta teoría y la teoría del valor-trabajo. David Ricardo intentó salvar la teoría del valor por tiempo de trabajo explicando que las ganancias y las rentas eran deducciones del porcentaje destinado a salarios, pero finalmente terminaría aceptando como "excepcional" (sin explicarla) una situación que luego se demostraría como regla: que la igualación de las tasas de beneficio lleva a que un cambio en el capital invertido no reduce el porcentaje destinado a salarios sino que aumenta el valor total del bien.
David Ricardo mezcló esta teoría del costo de producción de los precios con la teoría del valor-trabajo, tal como esta última teoría fue entendida por Eugen von Böhm-Bawerk y otros. Esta es la teoría de que los precios tienden hacia la proporcionalidad al trabajo socialmente necesario incorporado en una mercancía. Ricardo establece esta teoría al comienzo del primer capítulo de sus Principios de Economía Política y Tributación, pero la contextualiza como solo relacionada con productos con oferta elástica. Takagawa avanza una nueva interpretación de que Ricardo tenía la teoría del valor del costo de producción desde el principio y presenta una interpretación más coherente basada en textos de Principios de Economía Política y Tributación. Esta supuesta refutación conduce a lo que más tarde se conoció como el problema de la transformación.
John Stuart Mill daría por aceptada la teoría del valor como costos de producción, y representaría la culmine de la economía política clásica que se convertiría en el paradigma dominante hasta fines del siglo XIX. En Principios de economía política, Mill había llegado a la conclusión de que el valor solo de una mercancía es el precio medio, y la búsqueda de un sustrato objetivo de valor era errónea, proponiendo centrar su atención en la formación de "precios" más que en el "valor". Mill puede ser visto como un precursor importante del marginalismo de William Jevons y León Walras.
Ésta sería enfrentada parcialmente por Karl Marx en un nuevo intento de revivir la teoría del valor trabajo mediante fundamentos análogos propios de la economía clásica (en ésta encontraría la mejor explicación de la sociedad mercantil pero a la vez también del colapso del capitalismo del cual sería corolario, ya que las correctas premisas de la economía clásica sobre la competencia implicarían una tendencia decreciente de la tasa de beneficio y una crisis de sobreproducción por una reducción de los salarios).
Karl Marx más tarde retoma esa teoría en el primer volumen de El Capital, al tiempo que indica que es muy consciente de que la teoría es falsa en niveles inferiores de abstracción. Esto ha llevado a todo tipo de discusiones sobre lo que tanto David Ricardo como Karl Marx "realmente significaron". Sin embargo, parece innegable que toda la economía clásica y Marx rechazaron explícitamente la teoría del precio del trabajo].

Marx criticó la equivalencia del valor de una mercancía con su precio natural o costo de producción. Marx diferenció el capital invertido en una producción capitalista entre constante, invertido en materia prima, maquinaria, etc.; y variable, invertido en salarios, cuyo valor es menor que el que devuelve el obrero. Este último excedente es el plusvalor, cuya tasa es igual al plusvalor entre el capital variable (por ejemplo, si en una jornada de 12 horas el valor del salario equivale a 8 horas y el plustrabajo excedente es 4 horas, la tasa es del 50%). "En estas circunstancias, con igual explotación del obrero en diferentes industrias, capitales diferentes del mismo volumen producirán cantidades muy diferentes de plusvalía en diferentes esferas de la producción, y por consiguiente muy diferentes tasas de beneficio, ya que la ganancia no es sino la proporción de la plusvalía respecto del capital total aplicado. Esto dependerá de la composición orgánica del capital, esto es, de su distribución en capital, constante y variable". Partiendo de esto, Marx critica el análisis de la renta de la tierra según la economía ricardiana. Entonces:
Supongamos que la composición media de todo el capital no agrícola sea c (capital constante) = 80, v (capital variable) = 20, de modo que el producto (a una tasa de plusvalía del 50 por ciento) = 110, y la tasa de beneficio = 10 por ciento. Supongamos además que la composición media del capital agrícola sea c = 60 y v = 40. [...] Entonces el producto, con la misma explotación del trabajo que antes, será = 120, y la tasa de beneficio = 20 por ciento. Por consiguiente, si el agricultor vende su producto a su valor, lo vende a 120 y no a 110, que es su precio de costo.
La teoría marxista, sin embargo, chocaría nuevamente con el problema de la relación entre la igualación de las tasas de beneficio y las variaciones de los precios resultantes en relación con la proporción del capital fijo invertido. Al día de hoy el debate persiste dentro de las diferentes corrientes de economistas marxistas, los enfoques temporalistas afirman haber resuelto los problemas de la economía marxista a partir de su interpretación, mientras que gran parte de lo sraffareanos, fisicalistas o con enfoques menos ortodoxos afirman que el problema es irresoluble.
Hasta entonces, sin embargo, tanto los clásicos (que adhirieron a la teoría de los costos) como su críticos (que se mantenían fieles a la teoría laboral) consideraban que el valor de uso se reducía a ser solo una condición necesaria de la existencia de un valor de cambio pero sin determinar su valor (la única excepción eran los "bienes no renovables" que, sin mayores análisis, se determinaban por su escasez absoluta y en forma no mensurable). 
El contrapuesto teórico a lo que estas dos teorías tenían en común surgió con la teoría del valor utilidad que afirmaría que el valor de cambio de un bien es fijado por la utilidad marginal para el consumidor de acuerdo a su valor de uso.
Las tres ramas del marginalismo (Léon Walras, William Jevons y Carl Menger) aceptarían con diferencias sustanciales esta proposición: Walras y Jevons consideraban la utilidad en términos más objetivos y el estudio de las relaciones de utilidad entre bienes era cardinal, mientras que en Menger la utilidad es enteramente subjetiva y el estudio de las escalas de preferencias son ordinales. Los orígenes de este método se remontaban a la escolástica tardía y a algunos economistas clásicos clave que habían desarrollado en esbozo esta posición, a saber Richard Cantillon y Jean-Baptiste Say. Los sistematizadores y divulgadores respectivos del marginalismo (Vilfredo Pareto, Alfred Marshall e Eugen von Bohm-Bawerk) aumentarían las diferencias entre las diferentes corrientes.
La particular posición marshalliana, que se convertiría en el "mainstream" de la moderna microeconomía, consistió en absorber la teoría del valor como costo de producción de los clásicos en términos marginalistas y aplicarlo al estudio de la oferta de los bienes en el mercado, mientras que mantendría la relación entre valor de cambio y su propia idea del valor de uso para el lado de la demanda de los mismos bienes. A esta síntesis entre la economía política clásica y el marginalismo se la denominaría como economía neoclásica.
Una teoría algo diferente de los precios determinados por el costo es proporcionada por la "Escuela neo-ricardiana" de Piero Sraffa y sus seguidores. Yoshnori Shiozawa presentó una interpretación moderna de la teoría del valor del costo de producción de Ricardo.
El economista polaco Michał Kalecki distinguió entre sectores con "precios determinados por el costo" (como la manufactura y los servicios) y aquellos con "precios determinados por la demanda" (como la agricultura y la extracción de materias primas).